# 1. FC Sand
Der 1. FC Sand ist ein Fußballverein aus der unterfränkischen Gemeinde Sand am Main. Der Verein wurde am 27. März 1920 von jungen Kriegsheimkehrer gegründet und zählt (Stand: 2024) etwa 450 Mitglieder.

## Geschichte
Heimkehrer aus englischer Kriegsgefangenschaft gründeten am 27. März 1920 den 1. FC Sand. Der erste große Erfolg konnte schon im Jahre 1926 mit der Erringung der Meisterschaft in der C-Klasse und den damit verbundenen Aufstieg in die B-Klasse erzielt werden. Bis ins Jahr 1939 konnten weitere Erfolge eingefahren werden, auch der Aufstieg in die damalige A-Staffel wurde errungen. 1946 startete der FC Sand in der A-Klasse und konnte nach Saisonende den 2. Platz belegen. Im Jahre 1948 wurde am Hochanger ein neues Sportgelände geschaffen und 1950 in Betrieb genommen. 
Die erste Fußballmannschaft des FC Sand stieg 1981 erstmals in die Landesliga Nord auf. Sportlich größter Erfolg war die Meisterschaft im Jahr 2000 und der Aufstieg in die Bayernliga, in der er sich zwei Spielzeiten lang hielt. Danach spielte der Verein wieder in der Landesliga Nord. 2009 scheiterte der Klub als Zweitplatzierter der Landesliga in den Relegationsspielen zur Bayernliga an der SpVgg Landshut. In der Saison 2012/13 stieg der Verein schließlich als Tabellenvorletzter aus der Bayernliga in die sechstklassige Landesliga ab. 2015 schaffte man die Rückkehr in die Bayernliga, aus der man 2021/22 wieder abstieg. In der folgenden Saison wurde der Verein in die Bezirksliga durchgereicht.

## Erfolge

### Meisterschaften
Landesliga Nord (V)-(VI)
- Meister: 1999/2000 (V)
- Vizemeister: 2008/09 (VI)

Landesliga Nordwest (VI)
- Vizemeister: 2014/15

Bayerische Hallenmeisterschaft
- Meister: 2016

### Pokalwettbewerbe
Unterfränkischer Pokal
- Sieger: 2004

## Persönlichkeiten
- Erwin Albert
- Bernd Eigner
- Norbert Hofmann
- Thomas Kraus
- Oliver Kröner